# Беротиды
Беротиды (лат. Berothidae) — семейство насекомых из отряда сетчатокрылых (Neuroptera).

## Описание
Длина крыльев около 6—15 мм. К самым мелким представителям относят виды Nyrma kervillea Navds (Nyrminae) и Manselliberotha neuropterologorum Aspöck & Aspöck (Cyrenoberothinae), которые имеют длину крыльев около 3,6—3,8 мм (Aspock and Aspock 1988; Aspock 1989). Распространены всесветно. 

## Биология
Некоторые представители (личинки Lomamyia latipennis Carpenter; Северная Америка) являются термитофилами: их личинки питаются термитами вида Reticulitermes hesperus Banks (Isoptera: Rhinotermitidae) в их гнёздах (Tauber and Tauber 1968; Johnson and Hagen 1981). Личинки Isoscelipteron okamotonis (Nakahara, 1914) охотятся на термитов Reticulitermes speratus. Взрослые беротиды питаются клещами, мелкими насекомыми, пыльцой и грибными спорами.

## Палеонтология
В ископаемом состоянии известно с середины юрского периода. Не считая рахиберотид, к настоящему моменту описано 20 родов и 31 вид ископаемых представителей семейства. Ископаемые личинки беротид найдены в испанском янтаре (ранний мел) и балтийском янтаре (эоцен).  

## Систематика
Около 100 видов и 22 рода в современной фауне. Иногда в состав беротид включают африканское семейство Rhachiberothidae Tjeder, 1959 в ранге подсемейства Rhachiberothinae.  
Подсемейство Berothinae
- Barrowiella Smithes, 1984 — Австралия
- Berotha Walker
- Isoscelipteron Costa, 1863 — в Европе 2 вида:
  - Isoscelipteron fulvum Costa, 1863
  - Isoscelipteron glaserellum (Aspöck, Aspöck & Hölzel, 1979)
- Lomamyia Banks, 1904 — Северная Америка
  - Lomamyia banksi
- Quasispermophorella Aspöck & Aspöck, 1986 — Австралия
- Spermophorella Tillyard, 1916 — Австралия
- Stenobiella Tillyard, 1916 — Австралия
  - Stenobiella muellerorum

Подсемейство Cyrenoberothinae
- Cyrenoberotha McLeod & Adams, 1967 — Чили
- Manselliberotha Aspöck & Aspöck, 1988 — Намибия
- Ormiscocerus Blanchard, 1851 — Чили[8]
  - Ormiscocerus nitidipennis

Подсемейство Nosybinae
- Naizema
- Nosybus Navás, 1910
- Spiroberotha
- Tanzanberotha U. Aspöck & Hynd, 1995

Подсемейство Nyrminae
- Nyrma

Подсемейство Protobiellinae
- Austroberothella Aspöck & Aspöck, 1985 — Австралия
- Protobiella

Подсемейство Trichomatinae
- Trichoberotha Handschin, 1935 — Австралия
- Trichoma Tillyard, 1916 — Австралия

Другие роды
- † Alboberotha
  - † Alboberotha petrulevicii
- † Araripeberotha
  - † Araripeberotha fairchildi
  - † Banoberotha enigmatica
- † Berothone Khramov, 2015[2]
  - † Berothone protea (Panfilov, 1980)
  - † Berothone gracilis (Panfilov, 1980)
- † Caririberotha
  - † Caririberotha martinsi
- † Chimerhachiberotha
  - † Chimerhachiberotha acrasarii
- † Dasyberotha
  - † Dasyberotha eucharis
- † Eorhachiberotha
  - † Eorhachiberotha burmitica
- † Ethiroberotha
  - † Ethiroberotha elongata
- † Epimesoberotha Jepson et al., 2012
- † Krokhathone Khramov, 2015[2]
  - † Krokhathone parva Khramov, 2015[2]
  - † Krokhathone tristis Khramov, 2015[2]
- Lolomyia
  - Lolomyia texana
- Microberotha Archibald et Makarkin, 2004[1]
  - Microberotha macculloughi Archibald et Makarkin, 2004
- Mucroberotha
  - Mucroberotha vesicaria
- † Oisea
  - † Oisea celinea
- † Oloberotha Ren et Guo, 1996 
  - † Oloberotha sinica
- Podallea
  - Podallea madegassica
- † Pseudosisyra Makarkin, 1999
- † Sinosmylites  Hong, 1983 — жили в средней юре на территории Китая.[9]
  - † Sinosmylites fumosus
  - † Sinosmylites karatavicus Khramov, 2015[2]
  - † Sinosmylites auliensis Khramov, 2015[2]
  - † Sinosmylites hotgoricus Khramov, 2015[2]
  - † Sinosmylites rasnitsyni
- Quasispermophorella
  - Quasispermophorella ingwa
- † Telistoberotha
  - † Telistoberotha libitina